# Mount Gregory
Mount Gregory ist ein 2940 m hoher Berg in der antarktischen Ross Dependency. In der Queen Elizabeth Range des Transantarktischen Gebirges ragt er als einzig große Erhebung des Cotton-Plateaus am südlichen Ende des Hochstein Ridge auf.
Die Benennung erfolgte auf Vorschlag von Teilnehmern einer on 1964 bis 1965 durchgeführten Kampagne im Rahmen der New Zealand Geological Survey Antarctic Expedition. Namensgeber ist der Geologe M. Gregory, der an dieser Kampagne beteiligt war.